# Лацарето (Ливорно)
Лацарето је насеље у Италији у округу Ливорно, региону Тоскана.
Према процени из 2011. у насељу је живело 27 становника. Насеље се налази на надморској висини од 67 м.